# Saint-Léger-des-Aubées

Saint-Léger-des-Aubées este o comună în departamentul Eure-et-Loir, Franța. În 1 ianuarie 2022 avea o populație de 257 de locuitori.